# 横廠式試作双発水上機
横廠式試作双発水上機（よこしょうしきしさくそうはつすいじょうき）は、大日本帝国海軍が試作した水上攻撃機。「中島式双発トラクター」とも呼ばれる。

## 概要
1914年（大正3年）、横須賀海軍工廠造兵部飛行機工場の中島知久平機関大尉は魚雷の運用を目的とした飛行機の開発を唱え、これの研究のために中島機関大尉を設計主務者として魚雷搭載研究用の双発機1機が試作され、1916年（大正5年）4月に完成した。しかし、主翼の強度が不足していたことに加え、当時の海軍のパイロットの中には双発機の操縦経験を持つ者はおろか双発機の飛行を目にしたことのある者さえいなかったため、飛行試験の担当を志願するパイロットがおらず、追浜で水上試験が行われたのみに終わった。
機体は木製骨組に羽布張りの複葉機で、双発複葉双フロートという珍しい構造を有する。搭載する魚雷は水雷艇が使用する14インチ魚雷の全長を短縮したもので、胴体下部に1発が懸架される予定だった。なお、本機は日本初の国産双発機であり、当時の日本機の中では最大の速力とエンジン出力を誇っていた。

## 諸元
- 全長：12.00 m
- 全幅：20.00 m
- エンジン：サルムソン 2M-7（英語版） 水冷星型7気筒（公称200 hp） × 2
- 最大速度：129.6 km/h
- 航続時間：4時間
- 武装：350kg魚雷 × 1
- 乗員：2名